# Mademoiselle La Quintinie (roman)
Ne doit pas être confondu avec Mademoiselle La Quintinie (pièce de théâtre).
Mademoiselle La Quintinie est un roman de l'écrivaine française George Sand publié en volume en 1863. Roman d'amour doublé d'une étude de mœurs et de réflexions sur la religion, il aborde la question du conservatisme religieux, en particulier catholique, à l'époque de sa parution.

## Synopsis
Le récit prend la forme d'un roman épistolaire dont l'intrigue commence en Savoie le 1er juin 1861. Un jeune homme, Émile, écrit depuis Aix (en Savoie, en France) à son père, Honoré Lemontier, qui vit à Paris, pour lui confier la passion dévorante qu'il vient de concevoir pour une jeune femme de 22 ans, Lucie, fille de l'autoritaire général La Quintinie (il précise qu'il ignore si ce général descend du jardinier du palais de Versailles Jean-Baptiste de La Quintinie ayant vécu au XVIIe siècle). Émile a rencontré Lucie à Paris, dans un couvent où il allait retrouver une amie, Élise Marsanne, qui y séjournait temporairement. L'entourage d'Émile le pousse à épouser Élise, mais il n'a jamais réussi à éprouver autre chose que de l'amitié pour elle. En revanche, il tombe très vite amoureux de Lucie. Henri Valmare, ami d'Émile, le conseille et tous deux conviennent qu'Henri fera la cour à Élise pendant qu'Émile se consacrera à Lucie. Au fil de ses visites, Émile apprend à connaître Lucie ainsi que son grand-père, M. de Turdy, aimable et un peu naïf. Contre toute attente, lors d'une promenade, Lucie demande à brûle-pourpoint à Émile de lui confirmer s'il a des sentiments pour elle ou non : il ne peut que l'avouer, sans cacher qu'il ignore si ce sentiment est durable. Touchés mutuellement par leur franchise et leur droiture, les deux jeunes gens décident de prendre le temps de mieux se connaître. 
Mais un problème se pose vite : Émile a hérité des idées de son père, qui est un « esprit fort », libre-penseur, progressiste et opposé au conservatisme religieux quel qu'il soit. Lucie, au contraire, vient d'un milieu catholique très conservateur, incarné par sa tante qui réside à Chambéry et par un ami qui lui écrit régulièrement. Troublée par ses conversations avec Émile, Lucie décide de se retirer quelques jours dans un couvent à Chambéry pour réfléchir. Dévoré par la passion, Émile se rend de nuit dans une petite caverne en face de la maison de M. de Turdy puis voyage à Chambéry ; ces escapades lui font découvrir la tante de Lucie ainsi que le mystérieux ami qui semble avoir de l'influence sur elle. Pendant ce temps, l'ami de Lucie lui écrit pour l'exhorter à se méfier d'Émile avec une âpreté qui déplaît à Lucie.

## Histoire éditoriale
Mademoiselle La Quintinie paraît d'abord sous forme de six livraisons dans la Revue des deux mondes. La première partie paraît en mars 1863 (première quinzaine) et la deuxième le même mois dans le numéro de la deuxième quinzaine. La troisième partie du roman paraît dans le numéro de la troisième quinzaine d'avril 1863, la quatrième partie le même mois dans le numéro de la quatrième quinzaine. La cinquième partie paraît dans la première quinzaine de mai 1863 et la sixième et dernière partie dans le numéro de la deuxième quinzaine du même mois.
Mademoiselle La Quintinie paraît en volume à Paris, chez Michel Lévy frères, en 1863. L'année suivante, la troisième édition du livre, au format in-18, s'enrichit d'une préface de l'auteure. Le roman connaît plusieurs autres éditions chez le même éditeur. En 1904, il est réédité chez Calmann-Lévy. 
Mademoiselle La Quintinie est réédité en 1975 à Paris, aux éditions d'Aujourd'hui, dans la collection « Les introuvables », sous la forme d'une reproduction en fac-similé de l'édition Michel Lévy frères de 1863. Quatre ans après paraît une co-édition à Paris chez Honoré Champion et à Genève chez Slatkine qui reproduit en fac-similé une édition parue chez Michel Lévy en 1877. 
En 2004, le centenaire de la naissance de George Sand voit la publication d'une édition du roman aux Presses universitaires de Grenoble, dans la collection « L'Empreinte du temps », où Mademoiselle La Quintinie est suivi de l'essai À propos des Charmettes et précédé d'une présentation par Jean Courrier. En 2015, le roman est réédité à Clermont-Ferrand aux éditions Paleo, dans la collection de sable, dans le cadre d'une édition des œuvres complètes de Sand.

## Accueil critique
Dans sa préface à Mademoiselle La Quintinie, George Sand reproche à l'Église catholique le dogme forçant à « croire au Diable et aux peines éternelles de l'Enfer », ce qui exaspère le poète Charles Baudelaire.

## Adaptation au théâtre
George Sand adapte Mademoiselle La Quintinie au théâtre en 1872 sous la forme d'une pièce de théâtre du même nom qu'elle propose au théâtre de l'Odéon à Paris. La direction l'accueille avec enthousiasme, mais la pièce est interdite par la censure pour anticléricalisme et n'est finalement jamais représentée du vivant de Sand.